# Batracomorphus fernandesi
Batracomorphus fernandesi är en insektsart som beskrevs av Quartau 1968. Batracomorphus fernandesi ingår i släktet Batracomorphus och familjen dvärgstritar. Inga underarter finns listade i Catalogue of Life.